# Gonyatopus integer
Gonyatopus integer är en insektsart som först beskrevs av Carl Stål 1877.  Gonyatopus integer ingår i släktet Gonyatopus och familjen vårtbitare. Inga underarter finns listade i Catalogue of Life.